# Tolón-Tolón
Le Tolón-Tolón est une crème de liqueur catalane au lait meringué.
Ses principaux ingrédients sont :
- lait
- sucre
- alcool
- cannelle
- citron

Cette liqueur titre 17° d'alcool.
Le Tolón-Tolón est fabriqué par la société Destilerias Campeny SA, à El Masnou, en Catalogne (Espagne).
Ce produit se distingue par un conditionnement original :
- une bouteille blanche de 70 centilitres, tachetée comme une vache, avec une clochette ;
- deux petits verres « chupitos ».

Il a été récompensé par un « Sial d'or » au Salon international de l'alimentation de Paris, en 2006.

## Sources et références
1. ↑  Les Sial d'or 2006.